# Lizzie Brocheré
Lizzie Brocheré, née le 22 mars 1985 à Paris, est une actrice française. 
Sa formation académique est un master en cinéma et littérature à la Sorbonne et un diplôme de l'ESCP Business School.

## Biographie
Lizzie Brocheré commence à tourner dès l'adolescence dans des films et des séries télévisées. Petit à petit, elle se fait remarquer dans quelques rôles secondaires au cinéma : Jeanne dans Le Loup de la côte Ouest d'Hugo Santiago en 2001 et Gladys dans Un petit jeu sans conséquence de Bernard Rapp en 2004. En 2005, à l'âge de 20 ans, elle fait la rencontre de Pascal Arnold et Jean-Marc Barr qui lui offrent son premier rôle principal au cinéma dans Chacun sa nuit, sorti l'année suivante. Par la suite, elle parlera des deux réalisateurs comme de membres d'une famille et tournera régulièrement avec eux, comme comédienne mais également comme membre de l'équipe technique.
En 2006, elle est au théâtre dans Country Music de Simon Stephens, une histoire de crime, d’amour et de rédemption adaptée et mise en scène par Tanya Lopert. En 2008, elle fait la rencontre de Karin Albou pour qui elle interprète Myriam, une jeune juive tunisienne, dans Le Chant des mariées. Ce rôle inattendu lui permet d'obtenir avec Olympe Borval, sa partenaire à l'écran, le prix de la meilleure interprétation féminine au Festival international du film de Saint-Jean-de-Luz.
En 2009, elle joue dans Do Me Love de Jacky Katu et Lou Viger, le premier long métrage entièrement filmé à l'aide d'un appareil photo, réalisé dans le cadre du festival Pocket Films du Forum des images. Elle apparaît également en baby-sitter dans le film Tellement proches d'Olivier Nakache et Éric Toledano, et en serveuse dans Linear d'Anton Corbijn, un vidéofilm musical qui accompagne la sortie de l'album No Line on the Horizon de U2.
Elle tient un rôle récurrent en 2010 dans la quatrième saison de la série Les Bleus : Premiers pas dans la police en tant que nouvelle membre de la brigade. En 2011, elle est à nouveau à l'affiche d'un film de Pascal Arnold et Jean-Marc Barr, American Translation, dans lequel elle prête ses traits au personnage d'Aurore, une femme qui découvre que son compagnon est un serial killer. Elle interprète la même année une autre policière, tête brûlée et intègre, aux côtés de Tomer Sisley et Julien Boisselier dans le polar Nuit blanche de Frédéric Jardin.
En 2012, elle décroche un rôle récurrent dans la deuxième saison de l'anthologie américaine American Horror Story. Elle interprète Grace Bertrand, une Française internée dans l'asile psychiatrique fictif de Briarcliff pour avoir assassiné sa famille.
Elle rejoint en 2014 la distribution de la troisième saison de la série policière Braquo pour incarner Orianne Beridzé, némésis fragile et inquiétante du personnage joué par Jean-Hugues Anglade.
En 2015, elle obtient le rôle de Coco Marchand, assistante d'Eldritch Palmer, un milliardaire invalide en quête d'immortalité, dans la deuxième saison de la série d'horreur américaine The Strain. Elle apparaît la même année sous les traits de Claudine, médecin du roi, dans la série historique franco-canadienne Versailles, rôle qu'elle tiendra dans la première et la deuxième saison.
De 2016 à 2018, elle fait partie des trois acteurs principaux de la série fantastique américaine Falling Water, et interprète Tess, une découvreuse de tendances hantée par ses rêves.

## Filmographie

### Cinéma

#### Longs métrages
- 2002 : Le Loup de la côte Ouest d'Hugo Santiago : Jeanne
- 2004 : Un petit jeu sans conséquence de Bernard Rapp : Gladys
- 2006 : Chacun sa nuit de Pascal Arnold et Jean-Marc Barr : Lucie
- 2008 : Le Chant des mariées de Karin Albou : Myriam
- 2009 :  Do Me Love de Jacky Katu et Lou Viger : Juliette
- 2009 : Tellement proches d'Éric Toledano et Olivier Nakache : Clara
- 2011 : American Translation de Pascal Arnold et Jean-Marc Barr : Aurore
- 2011 : Nuit blanche de Frédéric Jardin : Vignali
- 2011 : After Fall, Winter d'Eric Schaeffer (en) : Sophie
- 2013 : La Marque des anges de Sylvain White : Dounia
- 2015 : Full Contact (en) de David Verbeek : Cindy
- 2017 : Le Cercle : Rings de F. Javier Gutiérrez : Kelly
- 2018 : Vaurien de Mehdi Senoussi : Anna
- 2019 : La Belle Époque de Nicolas Bedos : Gisèle

#### Courts métrages
- 2006 : Papier glacé d'Hervé Brami
- 2007 : Septembre et moi de Jeremy Banster : Septembre
- 2008 : Love Stories d'Olivier Dahan : la jeune femme
- 2010 : Depuis demain de Simon Lahmani : Camille
- 2011 : Imparfait du subjectif de David Grumbach : Alice
- 2011 : Ni une, ni deux de Philippe Courtin : l'assistante sociale
- 2014 : Six Couteaux de Michael Raeburn : Dany
- 2015 : Amor Amor de Marc Obin : Alice
- 2017 : Alteration de Jérôme Blanquet : Nadia
- 2020 : The Fourth Wall de Kelsey Bollig : Chloé

### Télévision

#### Séries télévisées
- 2001 : Sydney Fox, l'aventurière : Princesse Natasha (saison 2, épisode 17, La légende du loup-garou)[2]
- 2001 : Joséphine, ange gardien : Katia (saison 5, épisode 13, La Tête dans les étoiles)
- 2002 : Les Enquêtes d'Éloïse Rome : Lili (saison 2, épisode 6, Qui a tué Lili ?)
- 2002 - 2007 : Alex Santana, négociateur : Eva, fille aînée d'Alex Santana (7 épisodes)
- 2004 : Le Miroir de l'eau : Anaïs (épisode 1)
- 2005 : Maigret : Geneviève Blanchon (épisode 54, Maigret et l'Étoile du Nord)
- 2005 : Sauveur Giordano : Audrey Nancel (épisode 9, L'Envers du décor)
- 2005 : Dolmen : Aude Pérec (épisode 1)
- 2006 - 2010 : RIS police scientifique : Cécile Chalonges, fille d'Hugo (14 épisodes)
- 2006 : Femmes de loi : Pauline Delcourt (saison 6, épisode 3, Cantine mortelle)
- 2007 : Camping Paradis : Babette (saison 1 épisode 2, Lorsque l’enfant paraît)
- 2008 : Groupe flag : Jeanne (saison 4, épisode 2, Hautes Protections)
- 2009 : Sœur Thérèse.com : Inès Marin (saison 8, épisode 2, Crime d'amour)
- 2010 : Les Bleus : Premiers pas dans la police : Elina Volkova (saison 4, 6 épisodes)
- 2010 : La Maison des Rocheville : Constance de Rocheville (épisode 5, La Maison en héritage)
- 2012 : American Horror Story : Grace Bertrand (saison 2, 13 épisodes)
- 2012 : The Hour : Camille Mettier (saison 2, 4 épisodes)
- 2013 : Braquo : Orianne Beridzé (saison 3, 8 épisodes)
- 2015 - 2017 : Versailles de Jalil Lespert : Claudine, médecin du roi, fille du docteur Masson (saison 1 et 2, 16 épisodes)
- 2015 : The Strain : Coco Marchand (saison 2, 9 épisodes)
- 2016 - 2018 : Falling Water : Tess (20 épisodes)
- 2020 : Mirage : Mélanie (épisode 1)
- 2021 : Les Rivières pourpres : Audrey (saison 3, épisodes 5 et 6, XXY)
- 2022 : American Gigolo : Isabelle
- 2022 : La Guerre des mondes : Juliette (5 épisodes)
- 2023 : Filles du feu de Magaly Richard-Serrano : Catherine

#### Téléfilms
- 2001 : Margaux Valence : Le Secret d'Alice de Christophe Bertrand : Alice
- 2002 : Une autre femme de Jérôme Foulon : Emma
- 2004 : Sissi, l'impératrice rebelle de Jean-Daniel Verhaeghe : Sissi jeune
- 2006 : Bac +70 de Laurent Lévy : Alice
- 2006 : Avec le temps de Marian Handwerker : Julie Fransen
- 2010 : Le Roi, l'Écureuil et la Couleuvre de Laurent Heynemann : Louise de la Vallière
- 2011 : I love Périgord de Charles Nemes : Ludivine
- 2011 : Ni vu, ni connu de Christophe Douchand : Éléonore
- 2012 : L'Été des Lip de Dominique Ladoge : Patricia Mélinès
- 2013 : Un petit bout de France de Bruno Le Jean : Clara
- 2014 : Deux petites filles en bleu de Jean-Marc Thérin : Séverine
- 2020 : T'en fais pas, j'suis là de Pierre Isoard : Marie
- 2022 : Comme mon fils de Franck Brett : Margaux
- 2022 : La cour de Hafsia Herzi : Raphaëlle

## Distinctions
- 2008 : Prix de la meilleure actrice au Festival international du film de Saint-Jean-de-Luz pour Le Chant des mariées